# Manfred Rulffs
Manfred Rulffs (* 6. März 1935 in Kiel; † 15. Januar 2007 in Ratzeburg) war ein deutscher Olympiasieger im Rudern.

## Leben
Rulffs war bereits als Schüler aktiver Ruderer. Von seinem Klassenlehrer und späteren Trainer Karl Adam wurde er für den Ratzeburger Ruderclub entdeckt. Er war einer der vielseitigsten Ruderer und konnte sowohl Skull- als auch Riemenrudern. Rulffs wurde siebenmal Deutscher Meister und zweimal Europameister: 1958 siegten in Posen Hans Lenk, Kraft Schepke, Manfred Rulffs und Karl-Heinz Hopp im Vierer ohne Steuermann, 1959 gewann der Ratzeburger Achter in Mâcon. Für den EM-Titel 1958 wurden er und seine Mannschaft am 31. Januar 1959 mit dem Silbernen Lorbeerblatt ausgezeichnet.
Bei den Olympischen Sommerspielen 1960 in Rom gewann Rulffs als Mitglied des Deutschland-Achters die Goldmedaille. In der Besetzung Hans Lenk, Klaus Bittner, Karl-Heinz Hopp, Karl-Heinrich von Groddeck, Kraft Schepke, Frank Schepke, Walter Schröder, Manfred Rulffs (als Schlagmann) und Steuermann Willi Padge fuhr der Achter drei Jahre zusammen und blieb bei großen Veranstaltungen unbesiegt.
Nach seiner aktiven Karriere arbeitete er als Mittelschullehrer in Preetz. 1965 holte ihn Karl Adam nach der Eröffnung der Ruderakademie nach Ratzeburg zurück, zunächst als seinen Assistenten. 1968 übernahm Rulffs die Betreuung des Deutschland-Achters und blieb Bundestrainer bis 1981. 1981 kehrte er wieder in den Schuldienst zurück.
Rulffs starb nach langer Krankheit im Alter von 71 Jahren. Er war der erste aus der Mannschaft, welche 1960 die olympische Siegesserie der USA brechen konnte. Nur knapp vier Wochen nach ihm starb am 12. Februar 2007 Karl-Heinz Hopp.

## Deutsche Meistertitel
- Doppelzweier 1955 mit Klaus von Fersen und 1960 mit Karl-Heinrich von Groddeck[3]
- Zweier ohne Steuermann 1957 mit Walter Schröder[4]
- Vierer ohne Steuermann 1958[5]
- Achter 1958, 1959, 1960[6]